# Samurai Warriors 2
Samurai Warriors 2 (戦国無双2,, Sengoku Musō 2) uma sequência do original Samurai Warriors, criado pela Koei e Omega Force. O jogo foi lançado em 2006 para Playstation 2 e Xbox 360, e para PC em 2008.
Como a série Dynasty Warriors, uma expansão chamada Empires foi lançada também, assim como a Xtreme Legends em 23 de agosto de 2007 no Japão.

## Jogabilidade
A jogabilidade de Samurai Warriors 2  é baseada no primeiro Samurai Warriors acrescentando novos personagens e novas características, como a retirada dos tradicionais ataques de alcance (range attacks) a favor da adição de duas capacidades especiais únicas que se diferenciam de personagem à personagem. Por exemplo, Oichi pode intimar novos soldados ao campo de batalha ou melhorar as capacidades de combate de aliados próximos, Sanada Yukimura pode assobiar para chamar seu cavalo ao seu lado ou executar uma carga de chamas, Ginchiyo Tachibana pode aumentar a força de sua arma ou intimar um relâmpago para atordoar soldados inimigos próximos. Além do mais, os movesets dos personagens podem desenvolver-se em uma grande variedade à medida que aumentam de nível, elaborando tanto nos combos, charge ou ataques especiais, com a progressão de cada personagem sendo diferente do próximo. Isto leva aos personagens terem 1 de 3 botões de diferente combos.
Um elemento que volta do primeiro Samurai Warriors é o Modo de Sobrevivência (Castelo Infinito na versão japonesa). Neste modo, o jogador escolhe um personagem e luta em um castelo infinito. Depois de escolher o personagem, 4 missões casuais serão dadas ao jogador para selecionar. Para escolher uma missão o jogador deve pagar uma taxa para executar a missão, embora haja certas missões que não necessitam de taxa. Depois disto, o jogador entra no castelo, e uma missão será ocasionada. Depois de suceder na missão, uma escadaria para o seguinte andar se abre, e o jogador será capaz de proceder ao seguinte andar onde haverá outra missão para concluir para proceder ao seguinte andar, e assim por diante.
Os personagens selecionáveis no jogo (exceto Ranmaru Mori e Okuni) têm as suas próprias histórias. Cada história contém cinco etapas (exceto Ieyasu Tokugawa e Mitsunari Ishida, que ambos têm seis etapas), mais uma "Dream Stage" ou "Gaiden" (aventura a mais) na versão japonesa, esses estágios levam para a pergunta "o que aconteceria se". Por exemplo, o estágio Dream/Gaiden de Yukimura Sanada (a Batalha de Sekigahara) põe-no em uma batalha que se realizou historicamente entre as seus quartos e quintos estágio (Castelo de Ueda e Castelo de Osaka respectivamente). Correspondentemente, Mitsuhide Akechi e Nobunaga Oda ambos têm finais onde eles ganham as suas batalhas finais historicamente como sobreviventes, os seus estágios Sonho têm-os continuando a partir daí.
Este jogo também contém um mini-jogo chamado Sugoroku como uma característica adicional. Até quatro jogadores podem participar neste modo, e cada jogador tem de escolher um personagem. A meta do jogo coletar o tanto de ouro solicitado (dependendo das opção escolhida do jogador). No início do jogo, há três bandeiras para cada jogador que são divididas no mapa, e os jogadores podem ganhar ouro e aumentar de rank reunindo suas respectivas bandeiras e voltando ao seu território. Adicionalmente, um jogador pode comprar territórios no mapa, ou desafiar outro jogador para tomar controle de um território. Há seis tipos de desafios no jogo: Anihilate (Aniquile) (necessita que os jogadores derrotem tantos inimigos enquanto possível), Chase (Perseguição) (necessita que os jogadores derrotem bastante Fire Ninjas que fogem enquanto possível), Destroy (Destrua) (necessita que os jogadores destruam tantos seixos enquanto possível), Race (Corrida) (necessita que os jogadores quebrem as portas abrindo passagens para conseguir chegar até o fim antes de que o oponente faça), Reveal (Revele) (necessita que os jogadores descubram o maior número de Sky Ninjas enquanto possível), e Steal (Roubo) (necessita que os jogadores reúnam o máximo de ouro enquanto possível).
O modo CAW ((Create-A-Warrior) Crie Um Guerreiro) do primeiro Samurai Warriors foi retirado, mas foi reintroduzido em Samurai Warriors 2: Empires.

### Versão para PC
A Koei anunciou publicamente que uma versão para computador de Samurai Warriors foi lançado no primeiro semestre de 2008. A versão contou com todos os modos de sua versão original mais um adendo de personagens selececionáveis diretamente da expansão Xtreme Legends 2. O jogo pode ser jogado de 1 a 4 jogadores e online de 1 a 2 jogadores.

## Personagens

### Personagens que voltaram
Estes são os personagens que apareceram originalmente no primeiro Samurai Warriors e sua expansão Xtreme Legends e retornaram em Samurai Warriors 2.
Novos Personagens Incluídos na Nova Franquia. *
Personagens Incluídos na expansão Xtreme Legends. ** Nenhum

## Estágios notáveis
- Battle of Okehazama (1560, Xtreme Legends) - Oda vs. Imagawa vitória de Oda army
- Battle of Kawanakajima (1561) - Takeda vs. Uesugi
- Retreat from Kanegasaki (1570) - Oda-Tokugawa vs. Azai-Asakura vitória de Oda-Tokugawa
- Battle of Anegawa (1570) - Oda-Tokugawa vs. Azai-Asakura vitória de Oda-Tokugawa
- Battle of Mikatagahara (1573) - Takeda vs. Oda-Tokugawa vitória do Clã Takeda
- Siege of Odani (1573) - Oda vs. Azai vitória de Oda army
- Battle of Nagashino (1575) - Takeda vs. Oda-Tokugawa vitória de Oda-Tokugawa
- Battle of Tedorigawa (1577) - Uesugi vs. Oda vitória de Uesugi army
- Battle of Osaka bay (1578) - Oda vs. Hongan-ji vitória de Oda army
- Assault on the Saika (1578) - Oda vs. Saika renegades vitória de Oda army
- Incident at Honnōji (1582) - Oda vs. Akechi vitória de Akechi army
- Battle of Yamazaki (1582) - Hashiba vs. Akechi vitória de Hashiba army
- Battle of Shizugatake (1583) - Hashiba vs. Shibata vitória de Hashiba army
- Battle of Komaki-Nagakute (1584)  Hashiba vs. Tokugawa vitória de Toyotomi
- Anexation in Shikoku (1585, Xtreme Legends) - Toyotomi vs. Chōsokabe vitória de Toyotomi
- Conquist for Kyūshū (1586-1587) - Toyotomi vs. Shimazu vitória de Toyotomi
- Siege of Odawara Castle,West (1590) - Toyotomi vs. Hōjō vitória de Toyotomi
- Siege of Odawara Castle,East (1590) - Toyotomi vs. Hôjô vitória de Toyotomi
- Battle of Hasedō (1600) - Uesugi vs. Date-Mogami vitória de Date-Mogami army
- Siege of Ueda Castle (1600) - Sanada vs. Tokugawa vitória de Sanada army
- Battle of Sekigahara (1600) - Western Army vs. Eastern Army vitória de Eastern Army
- Osaka Campign (1614-1615) - Toyotomi vs. Tokugawa vitória do Clã Tokugawa
- Siege of Edo Castle (1615) - UesugiCoalition vs. Tokugawa vitória da Uesugi Coalition
- Edo Campign (1614) - Western army vs. Eastern army vitória de Western army

Observe que a Batalha de Komaki e Nagakute aparece como um estágio só. Também a Batalha da Baía de Osaka é a segundas das Batalhas de Kizugawaguchi. O cerco de Odawara no jogo aparece como dois estágios,um enfoca a parte oriental de Odawara (cercado por aliados de Toyotomi), outros foca na parte ocidental de Odawara (cercado pelo exército principal Toyotomi).
versus:significa que não se sabe qual exercito vence a batalha,o jogo apresenta 2 opições de batalha.

### Estágios notáveis somente do Modo História
Os estágios seguintes podem ser jogadas somente no Modo  História. A maior parte dos estágios usam os mesmos mapas que as etapas regulares no Modo Livre e são batalhas menores ou etapas imaginárias. A maior parte das etapas são exclusivas a certos personagens apenas.
- Battle of Kusegawa (Tedorigawa) - Western Army vs. Eastern Army(Exclusivo para Mitsunari,Tadakatsu,Ginchiyo,Sakon,Yoshihiro,Ina e Motochika)
- Kaos in Kyoto (Honnōji) - Toyotomi vs. Tokugawa vs. Vagabundos (Exclusivo para Musashi e Kojiro)
- Escape from Honnōji (Kanagasaki) - Magoichi Saika vs. Oda (Exclusivo para Magoichi)
- Fall of Takedas (Castelo Ueda) - Oda-Tokugawa-Hōjō vs. Takeda(Exclusivo para Nobunaga e Nô)
- Insuration of Kotarō(Castelo Odawara, Leste) - Fūma-Tokugawa vs. Hōjō-Date (Exclusivo para Kotaro)
- Body a body in Mikatagahara - Fūma Kotarō vs. Oda-Tokugawa vs. Takeda (Exclusivo para Kotaro)
- Body a body in Nagashino - Takeda-Uesugi vs. Oda-Tokugawa (Exclusivo para Kenshin)
- Pirate Hunt - Pescadores vs. Piratas
- Pursuit of Yoshihiro (Yamazaki) - Toyotomi vs. Shimazu (Exclusivo para Ginchiyo)
- Rescue of Mitsunari (Honōji) - Ishida vs. AntiIshida (Exclusivo para Yukimura e Keiji)
- Seige of Mont Usa (Yamazaki) - Azai-Asakura vs. Oda (Exclusivo para Oichi e Nagamasa)
- Showdown at Mikatagahara - Date vs. Tokugawa (Exclusivo para Magoichi e Masamune)
- Showdown at Sekigahara - Takeda vs. Uesugi (Exclusivo para Shingen e Kenshin)
- Showdown at Shizugatake - Azai vs. Coalizão (Exclusivo para Nagamasa)
- Rescue of village - Aldeões vs. Bandidos

## Expansões

### Samurai Warriors 2 Empires
Samurai Warriors 2: Empires (戦国無双2 Empires,, Sengoku Musō 2 Empires) é uma expansão do original Samurai Warriors 2 e terceira expansão Empires pela Koei (o primeiro foi Dynasty Warriors 4 Empires e o segundo foi Dynasty Warriors 5 Empires), disponível para Playstation 2 e Xbox 360. O jogo foi primeiramente lançado  em 16 de novembro de 2006 no Japão.
Muito similar de ambos Dynasty Warriors 4 Empires e Dynasty Warriors 5 Empires, o jogo apresenta  modo tático e estratégico Empire Mode que combina a jogabilidade de Samurai Warriors 2 e elementos de estratégia baseados em Nobunaga's Ambition e Romance of the Three Kingdoms.
No CAW Mode as opções são limitadas a 13 modelos com 10 modelos de cores cada um, bem como quatro vozes diferentes. Afortunadamente, uma nova característica é acrescentada à mistura: a capacidade de copiar movesets de outros personagens. O montante de armas selecionáveis é igual à base três, mais o número de personagens únicos desbloqueados segundo o gênero.
Diferente de Samurai Warriors Xtreme Legends, o jogo não apresenta novos personagens na série. Contudo,  Kojirō Sasaki e Katsuie Shibata, que eram guarda-costas especiais não jogáveis em Samurai Warriors 2, são agora personagens jogáveis em Samurai Warriors 2 Empires.

### Samurai Warriors 2 Xtreme Legends
Samurai Warriors 2 Xtreme Legends (戦国無双2猛将伝,, Sengoku Musō 2 Moushouden) foi primeiro lançado no dia 23 de agosto de 2007 no Japão para PlayStation 2. Ele é a quinta expansão de Xtreme Legends da Koei, e também a primeira e única expansão de Xtreme Legends desde Dynasty Warriors 4 Xtreme Legends a ser lançada depois de Empires (Outras expansões de Xtreme Legends foram lançadas um pouco depois do lançamento do jogo original).
A expansão introduziu novos personagens à série, inclusive Toshiie Maeda, Gracia Hosokawa e Motochika Chōsokabe. Yoshimoto Imagawa de Samurai Warriors Xtreme Legends foram trazidas de voltas na expansão com um design atualizado, Katsuie Shibata e Kojirō Sasaki de Samurai Warriors 2 Empires são também jogáveis e têm novas armas. Katsuie Shibata  maneja dois machados, um em cada mão , enquanto Kojirō Sasaki ainda transporta uma grande katana, mas pode intimar agora uma espada extra-dimensional durante a batalha.
Como Yoshimoto Imagawa foi reposto no jogo, a Batalha anteriormente omissa de Okehazama foi trazida de volta, e a campanha de Shikoku de Hideyoshi contra Motochika Chosokabe também está inclusa.
Um novo modo conhecido como  Mercenary Mode (Modo Mercenário) está no jogo. Ele parece-se com o Xtreme Mode de Dynasty Warriors 5 Xtreme Legends.
As quintas armas estão presentes no jogo, contudo, diferentemente do primeiro jogo, as armas tem o mesmo ataque base como o original (antes, a quinta arma tinha um ataque mais alto). Alguns consideraram-nas como "uma quarta arma alternativa". Em Samurai Warriors 2', o upgrade mais alto são as quartas armas.
Ainda dá para fazer um "Remix" como nas outras versões de Xtreme Legends que possibilita passar a sua gravação da versão normal para a expansão, facilitando assim não ter que conseguir tudo de novo o que já se tinha feito na antiga versão.